# Michel Pierre Clerc
Michel Pierre Dorothée Clerc est un homme politique français né le 1er septembre 1762 à Abbenans (Doubs) et mort le 3 mars 1848 à Besançon (Doubs).

## Biographie
Après avoir servi dans un régiment d'artillerie, il se lance dans des études de droit et devient avocat. Il est premier avocat général à la cour d'appel de Besançon sous le Premier Empire. Il est député du Doubs en 1815, pendant les Cent-Jours. Il perd son poste de magistrat avec le retour de Louis XVIII, mais est réintégré en 1818 et devient procureur général en 1829. Redevenu avocat en 1830, il est bâtonnier jusqu'à son décès.

## Pour approfondir